# John Campbell, 2n duc d'Argyll
John Campbell, 2n duc d'Argyll (anglès: John Campbell, 2nd Duke of Argyll, 1st Duke of Greenwich)  (Petersham, 10 d'octubre de 1678 - Petersham, 4 d'octubre de 1743) Ordre de la Lligacama i Ordre del Card, amb el nom de Lord Lorne del 1680 al 1703, va ser un noble escocès i alt comandant de l'exèrcit britànic. Va servir al continent durant la Guerra dels Nou Anys i va lluitar en la batalla de Kaiserwerth durant la Guerra de Successió. Va continuar com a comandant de brigada durant les darreres batalles de la Guerra de Successió. A continuació, va rebre el comandament de totes les forces britàniques a Espanya a instàncies del Ministeri Harley i va ser nomenat governador de l'illa de Menorca per la reina Anna I Estuard. Després d'efectuar una exitosa evacuació de les tropes d'Espanya, es va convertir en comandant en cap d'Escòcia. Durant la rebel·lió jacobita, va dirigir l'exèrcit del govern contra els jacobites dirigits pel comte de Mar a la batalla de Sheriffmuir. Va continuar servint com Lord Steward i després Mestre General de l'Ordenança del Ministeri Walpole – Townshend.

## Biografia
Nascut a Ham House, era fill d’ Archibald Campbell, primer duc d’Argyll i Elizabeth Campbell (de fadrina, Tollemache, filla de Sir Lionel Tollemache, 3r baronet). La seva mare era fillastra de John Maitland, duc de Lauderdale, una figura dominant a Escòcia durant el regnat de Carles II. Cinc anys després del seu naixement, l'avi de Campbell, Archibald Campbell, novè comte d'Argyll, va liderar l'Aixecament d'Argyll contra el govern de Jaume II d'Anglaterra i VII d'Escòcia pel qual va ser executat a Edimburg el juny de 1685. Campbell va rebre la tutoria privada primer den Walter Campbell de Dunloskin, després den John Anderson de Dumbarton i, finalment, de n'Alexander Cunningham.
Campbell es va casar en primeres núpcies amb Mary Brown, filla de John Brown i Ursula Duncombe, el 1701. Es van separar poc després del matrimoni i ella va morir el 1717 essent enterrada a l'abadia de Westminster.  Es va casar en segones núpcies amb Jane Warburton, filla de Thomas Warburton i Anne Williams i dama d'honor de la reina Anna, el 1717. Jane va morir el 1767 i va ser enterrada amb ell a l'abadia de Westminster. Van tenir quatre filles que van arribar a la maduresa: Caroline Townshend, primera baronessa de Greenwich, Lady Elizabeth Campbell, Lady Anne Campbell i Lady Mary Coke.

## Carrera militar
El 7 d'abril de 1694 va rebre el comandament, com a coronel, del regiment d'infanteria de Lord Lorne, un regiment completament aixecat per la família Argyll.  Campbell va servir breument al continent durant la guerra dels Nou Anys abans que el regiment es dissolgués el 1698.  Posteriorment va servir a les ordres del duc de Marlborough a la batalla de Kaiserwerth l'abril de 1702 durant la Guerra de Successió espanyola.  Va ser nomenat Cavaller de l'Ordre del Card aquell mateix any.
Campbell va succeir al seu pare com a duc d'Argyll i cap del clan Campbell i també es va convertir en coronel de la 4a Tropa de Cavalleria el 1703.  Per l'ajuda que va donar al rei persuadint el Parlament d'Escòcia perquè donés suport a l' Acta d'Unió, se li van atorgar els títols de comte de Greenwich i baró Chatham el 1705.  Després d'haver estat ascendit a general de divisió a principis de 1706, va exercir com a comandant de brigada a les ordres de Marlborough a la batalla de Ramillies el maig de 1706 i a el setge d'Ostende el juny de 1706.  Després de ser nomenat coronel de Regiment del príncep Jordi de Dinamarca el 1707, va passar a comandar una brigada a la batalla d'Oudenarde el juliol de 1708 i al setge de Lille a la tardor de 1708.  Ascendit a tinent general l'abril de 1709, també va participar en el Setge de Tournai el juny de 1709 i la batalla de Malplaquet el setembre de 1709.
Nomenat Cavaller de la Lligacama el desembre de 1710, Campbell va ser ascendit a general en cap i va rebre el comandament de totes les forces britàniques a Espanya a instàncies del Ministeri Harley el gener de 1711.  Va substituir James Stanhope que havia estat fet presoner a la batalla de Brihuega el desembre anterior. El govern de Harley estava negociant un acord amb França que permetria Gran Bretanya reconèixer a Felip V d'Espanya, a canvi de permetre la retenció de Gibraltar i Menorca.
El 25 de juliol 5 agost de 1712 la reina Anna va ordenar al Duc d'Argyll que prengués possessió de l'illa de Menorca en nom seu, fer-se amb totes les armes que hi hagués i visitar les fortificacions per a fer una estimació de la guarnició que caldria. El setembre va rebre instruccions precises de traslladar-se a l'Illa amb el nomenament de governador. De camí, va passar per Paris per a informar la corona francesa. Allà s'hi ajuntà el coronel Richard Kane, nomenat tinent governador. Va arribar a Menorca, amb el seu seguici, a primers de novembre. Va comunicar al governador Francesc Thomàs, nomenat pel rei Habsburg Carles III, que quedava rellevat del càrrec i com a conseqüència del canvi de sobirania. Es va reunir amb els Magnífics Jurats de l'Illa per a exposar-los hi la nova situació. L'Illa quedava sota sobirania de Sa Majestat Britànica, fruit dels acords presos entre les potències bel·ligerants, no com a conquesta militar. En nom de la reina Anna I, llegí una carta amb els millors desitjos per a la població i on les noves autoritats assumien el compromís de respectar els drets religiosos i civils dels menorquins. També a la construcció de casernes per a la guarnició en el termini d'un any, i per a garantir el subministrament de queviures i carbó per a la població i la guarnició els convertien en francs, per a la introducció de mercaderies, els ports de l'Illa. Gran Bretanya es retirava de la guerra de successió a la corona espanyola i es van donar ordres de reagrupar totes les tropes britàniques de la península cap a Menorca per a ser evacuades cap a la metròpoli. Pocs dies després, el Duc va marxar deixant la governació al tinent governador, coronel Richard Kane.
Després d'efectuar l'evacuació de les tropes d'Espanya, es va convertir en comandant en cap d'Escòcia el 1712.  Tanmateix, cap al 1713, Campbell s'havia tornat crític amb el ministeri i es va unir a l'oposició whig fent discursos contra la política governamental sobre l’Impost a la malta.  El juliol de 1714, durant l' última malaltia de la reina Anna, Campbell es va declarar plenament partidari de la casa Hannover a la successió. Aquest suport va ser recompensat amb el càrrec de coronel dels Royal Horse Guards el juny de 1715.
Durant la rebel·lió jacobita de 1715, Campbell va dirigir l'exèrcit governamental contra els jacobites dirigits pel comte de Mar a la batalla de Sheriffmuir el novembre de 1715.  La batalla no va ser decisiva però va afavorir l'estratègia del govern. Va liderar l'avanç contra la capital jacobita de Perth, i la va capturar al desembre, però va ser substituït com a comandant per William Cadogan.

## Carrera posterior
Va ser recompensat amb la creació del ducat de Greenwich el 1719.  Va passar a ser Lord Steward el 1721 i després Mestre General de l'Ordnance el juny de 1725  durant el ministeri de Walpole-Townshend. També es va convertir en coronel del Regiment de Cavalleria de la Reina a l'agost de 1726  i, després d'haver estat nomenat governador de Portsmouth el novembre de 1730,  va ser restituït en el càrrec de coronel dels Royal Horse Guards a l'agost de 1733.
A la dècada de 1720 va encarregar a l'arquitecte James Gibbs que dissenyés una casa pal·ladiana a Sudbrook Park, a prop del seu lloc de naixement a Ham House.
Ascendit a mariscal de camp el 31 de gener de 1735,  Campbell va ser desposseït del seu càrrec com a mestre general de l'Ordnance i del de coronel dels Royal Horse Guards per oposar-se al govern de Robert Walpole el 1740.  No obstant això, va ser restituït al seu càrrec de mestre general de l'Ordenança el febrer de 1741 i al de coronel uns dies després.
Campbell va morir a Sudbrook Park, Petersham el 4 d'octubre de 1743 i va ser enterrat a l'abadia de Westminster; la seva tomba està marcada amb una petita pedra romboïdal al nord-est de la tomba d' Enric VII. Un gran monument, dissenyat per l'escultor francès Louis-François Roubiliac, va ser erigit per a ell al transsepte sud i descobert el 1749.
El carrer Argyll, al West End de Londres, porta el seu nom.